# Liste des titres musicaux numéro un en France en 2022
Cette page liste les titres musicaux (singles et albums) numéros un en France pour l'année 2022 selon le Syndicat national de l'édition phonographique (SNEP). Les classements sont comptabilisés pour le compte du SNEP par l'Official Charts Company.
Les ventes sont comptabilisées chaque semaine du vendredi au jeudi et la date notée dans cette liste est celle du vendredi suivant le dernier jour de ventes, comme cela apparaît sur le site du SNEP.

## Classement des singles
| №  | Date         | Artiste                       | Titre                           | Réf    |
| -- | ------------ | ----------------------------- | ------------------------------- | ------ |
| 1  | 7 janvier    | Ninho                         | Jefe                            | [ 2 ]  |
| 2  | 14 janvier   | Ninho                         | Jefe                            | [ 3 ]  |
| 3  | 21 janvier   | Stromae                       | L'Enfer                         | [ 4 ]  |
| 4  | 28 janvier   | Ninho                         | Jefe                            | [ 5 ]  |
| 5  | 4 février    | Ninho                         | Jefe                            | [ 6 ]  |
| 6  | 11 février   | Vald featuring Orelsan        | Péon                            | [ 7 ]  |
| 7  | 18 février   | Ninho                         | Jefe                            | [ 8 ]  |
| 8  | 25 février   | Timal featuring Gazo          | Filtré                          | [ 9 ]  |
| 9  | 4 mars       | Timal featuring Gazo          | Filtré                          | [ 10 ] |
| 10 | 11 mars      | Stromae                       | L'Enfer                         | [ 11 ] |
| 11 | 18 mars      | Aya Nakamura featuring Damso  | Dégaine                         | [ 12 ] |
| 12 | 25 mars      | Aya Nakamura featuring Damso  | Dégaine                         | [ 13 ] |
| 13 | 1er avril    | Disiz featuring Damso         | Rencontre                       | [ 14 ] |
| 14 | 8 avril      | Disiz featuring Damso         | Rencontre                       | [ 15 ] |
| 15 | 15 avril     | Disiz featuring Damso         | Rencontre                       | [ 16 ] |
| 16 | 22 avril     | Disiz featuring Damso         | Rencontre                       | [ 17 ] |
| 17 | 29 avril     | Harry Styles                  | As It Was                       | [ 18 ] |
| 18 | 6 mai        | Soolking                      | Suavemente                      | [ 19 ] |
| 19 | 13 mai       | Soolking                      | Suavemente                      | [ 20 ] |
| 20 | 20 mai       | Gazo                          | Céline 3x                       | [ 21 ] |
| 21 | 27 mai       | Alonzo featuring Ninho & Naps | Tout va bien                    | [ 22 ] |
| 22 | 3 juin       | Alonzo featuring Ninho & Naps | Tout va bien                    | [ 23 ] |
| 23 | 10 juin      | Alonzo featuring Ninho & Naps | Tout va bien                    | [ 24 ] |
| 24 | 17 juin      | Alonzo featuring Ninho & Naps | Tout va bien                    | [ 25 ] |
| 25 | 24 juin      | Alonzo featuring Ninho & Naps | Tout va bien                    | [ 26 ] |
| 26 | 1er juillet  | Fresh la Peufra               | Chop                            | [ 27 ] |
| 27 | 8 juillet    | Fresh la Peufra               | Chop                            | [ 28 ] |
| 28 | 15 juillet   | Fresh la Peufra               | Chop                            | [ 29 ] |
| 29 | 22 juillet   | Zeg P featuring Hamza & SCH   | Fade Up                         | [ 30 ] |
| 30 | 29 juillet   | Zeg P featuring Hamza & SCH   | Fade Up                         | [ 31 ] |
| 31 | 5 août       | Gambi                         | Petete                          | [ 32 ] |
| 32 | 12 août      | Zeg P featuring Hamza & SCH   | Fade Up                         | [ 33 ] |
| 33 | 19 août      | Gazo                          | Die                             | [ 34 ] |
| 34 | 26 août      | Gazo                          | Die                             | [ 35 ] |
| 35 | 2 septembre  | Gazo                          | Die                             | [ 36 ] |
| 36 | 9 septembre  | Gazo                          | Die                             | [ 37 ] |
| 37 | 16 septembre | Gazo                          | Die                             | [ 38 ] |
| 38 | 23 septembre | Gazo                          | Die                             | [ 39 ] |
| 39 | 30 septembre | Gazo                          | Die                             | [ 40 ] |
| 40 | 7 octobre    | Gazo                          | Die                             | [ 41 ] |
| 41 | 14 octobre   | Gazo                          | Die                             | [ 42 ] |
| 42 | 21 octobre   | Gazo                          | Die                             | [ 43 ] |
| 43 | 28 octobre   | Gazo                          | Die                             | [ 44 ] |
| 44 | 4 novembre   | SCH                           | LIF                             | [ 45 ] |
| 45 | 11 novembre  | Gazo                          | Die                             | [ 46 ] |
| 46 | 18 novembre  | Gazo                          | Die                             | [ 47 ] |
| 47 | 25 novembre  | Zola                          | Amber                           | [ 48 ] |
| 48 | 2 décembre   | Zola                          | Amber                           | [ 49 ] |
| 49 | 9 décembre   | Zola                          | Amber                           | [ 50 ] |
| 50 | 16 décembre  | Zola                          | Amber                           | [ 51 ] |
| 51 | 23 décembre  | Central Cee                   | Let Go                          | [ 52 ] |
| 52 | 30 décembre  | Mariah Carey                  | All I Want for Christmas Is You | [ 53 ] |

## Classement des albums
| №  | Date         | Artiste                  | Album                               | Réf     |
| -- | ------------ | ------------------------ | ----------------------------------- | ------- |
| 1  | 7 janvier    | Ninho                    | Jefe                                | [ 54 ]  |
| 2  | 14 janvier   | Ninho                    | Jefe                                | [ 55 ]  |
| 3  | 21 janvier   | Orelsan                  | Civilisation                        | [ 56 ]  |
| 4  | 28 janvier   | Jazzy Bazz               | Memoria                             | [ 57 ]  |
| 5  | 4 février    | Kaaris & Kalash Criminel | SVR                                 | [ 58 ]  |
| 6  | 11 février   | Vald                     | V                                   | [ 59 ]  |
| 7  | 18 février   | Vald                     | V                                   | [ 60 ]  |
| 8  | 25 février   | Orelsan                  | Civilisation                        | [ 61 ]  |
| 9  | 4 mars       | Orelsan                  | Civilisation                        | [ 62 ]  |
| 10 | 11 mars      | Stromae                  | Multitude                           | [ 63 ]  |
| 11 | 18 mars      | Les Enfoirés             | 2022: Un air d'Enfoirés             | [ 64 ]  |
| 12 | 25 mars      | Josman                   | M.A.N (Black Roses & Lost Feelings) | [ 65 ]  |
| 13 | 1er avril    | Stromae                  | Multitude                           | [ 66 ]  |
| 14 | 8 avril      | Red Hot Chili Peppers    | Unlimited Love                      | [ 67 ]  |
| 15 | 15 avril     | Stromae                  | Multitude                           | [ 68 ]  |
| 16 | 22 avril     | Green Montana            | Nostalgia+                          | [ 69 ]  |
| 17 | 29 avril     | Ninho                    | Jefe                                | [ 70 ]  |
| 18 | 6 mai        | Rammstein                | Zeit                                | [ 71 ]  |
| 19 | 13 mai       | Renaud                   | Métèque                             | [ 72 ]  |
| 20 | 20 mai       | Dadju                    | Cullinan                            | [ 73 ]  |
| 21 | 27 mai       | Harry Styles             | Harry's House                       | [ 74 ]  |
| 22 | 3 juin       | Tiakola                  | Mélo                                | [ 75 ]  |
| 23 | 10 juin      | Jul                      | Extraterrestre                      | [ 76 ]  |
| 24 | 17 juin      | S-Crew                   | SZR 2001                            | [ 77 ]  |
| 25 | 24 juin      | Jul                      | Extraterrestre                      | [ 78 ]  |
| 26 | 1er juillet  | Bigflo et Oli            | Les autres c'est nous               | [ 79 ]  |
| 27 | 8 juillet    | Gazo                     | KMT                                 | [ 80 ]  |
| 28 | 15 juillet   | Keen'V                   | Diamant                             | [ 81 ]  |
| 29 | 22 juillet   | Gazo                     | KMT                                 | [ 82 ]  |
| 30 | 29 juillet   | Gazo                     | KMT                                 | [ 83 ]  |
| 31 | 5 août       | Beyoncé                  | Renaissance                         | [ 84 ]  |
| 32 | 12 août      | Gazo                     | KMT                                 | [ 85 ]  |
| 33 | 19 août      | Gazo                     | KMT                                 | [ 86 ]  |
| 34 | 26 août      | Gazo                     | KMT                                 | [ 87 ]  |
| 35 | 2 septembre  | Muse                     | Will of the People                  | [ 88 ]  |
| 36 | 9 septembre  | Slimane                  | Chroniques d'un cupidon             | [ 89 ]  |
| 37 | 16 septembre | Benjamin Biolay          | Saint-Clair                         | [ 90 ]  |
| 38 | 23 septembre | Lomepal                  | Mauvais Ordre                       | [ 91 ]  |
| 39 | 30 septembre | Lomepal                  | Mauvais Ordre                       | [ 92 ]  |
| 40 | 7 octobre    | Lomepal                  | Mauvais Ordre                       | [ 93 ]  |
| 41 | 14 octobre   | Lomepal                  | Mauvais Ordre                       | [ 94 ]  |
| 42 | 21 octobre   | Red Hot Chili Peppers    | Return of the Dream Canteen         | [ 95 ]  |
| 43 | 28 octobre   | Taylor Swift             | Midnights                           | [ 96 ]  |
| 44 | 4 novembre   | Orelsan                  | Civilisation                        | [ 97 ]  |
| 45 | 11 novembre  | Dinos                    | Hiver à Paris                       | [ 98 ]  |
| 46 | 18 novembre  | Kendji Girac             | L'École de la vie                   | [ 99 ]  |
| 47 | 25 novembre  | SCH                      | Autobahn                            | [ 100 ] |
| 48 | 2 décembre   | Mylène Farmer            | L'Emprise                           | [ 101 ] |
| 49 | 9 décembre   | Lorenzo                  | Légende Vivante                     | [ 102 ] |
| 50 | 16 décembre  | Jul                      | Cœur blanc                          | [ 103 ] |
| 51 | 23 décembre  | Jul                      | Cœur blanc                          | [ 104 ] |
| 52 | 30 décembre  | Jul                      | Cœur blanc                          | [ 105 ] |

## Les meilleurs scores de l'année
Voici la liste des meilleurs scores de singles et d'albums de l'année,.

### Singles
| №  | Artiste                       | Titre             |
| -- | ----------------------------- | ----------------- |
| 1  | Alonzo featuring Ninho & Naps | Tout va bien      |
| 2  | Rema                          | Calm Down         |
| 3  | Ninho                         | Jefe              |
| 4  | Soolking                      | Suavemente        |
| 5  | Gazo                          | Die               |
| 6  | Timal featuring Gazo          | Filtré            |
| 7  | Yanns                         | Clic clic pan pan |
| 8  | Harry Styles                  | As It Was         |
| 9  | Zeg P featuring Hamza & SCH   | Fade Up           |
| 10 | Ninho                         | VVS               |
| 11 | Rosalía featuring The Weeknd  | La Fama           |
| 12 | Soolking featuring Niska      | Balader           |
| 13 | Naps featuring Gims           | Best Life         |
| 14 | Koba LaD featuring Naps       | Doudou            |
| 15 | Gayle                         | ABCDEFU           |
| 16 | Naps                          | La Kiffance       |
| 17 | Angèle featuring Damso        | Démons            |
| 18 | CKay                          | Emiliana          |
| 19 | Orelsan                       | La Quête          |
| 20 | Jul                           | J'ai tout su      |

### Albums
| №  | Artiste         | Titre                 |
| -- | --------------- | --------------------- |
| 1  | Orelsan         | Civilisation          |
| 2  | Ninho           | Jefe                  |
| 3  | Stromae         | Multitude             |
| 4  | Gazo            | KMT                   |
| 5  | Jul             | Extraterrestre        |
| 6  | Angèle          | Nonante-Cinq          |
| 7  | Lomepal         | Mauvais Ordre         |
| 8  | Vald            | V                     |
| 9  | Tiakola         | Mélo                  |
| 10 | Clara Luciani   | Cœur                  |
| 11 | Mylène Farmer   | L'Emprise             |
| 12 | Les Enfoirés    | Un air d'Enfoirés     |
| 13 | Ed Sheeran      | =                     |
| 14 | Imagine Dragons | Mercury – Act 1       |
| 15 | Jul             | Indépendance          |
| 16 | Niska           | Le monde est méchant  |
| 17 | Bigflo & Oli    | Les autres c'est nous |
| 18 | Tayc            | Fleur froide          |
| 19 | PLK             | Enna                  |
| 20 | Harry Styles    | Harry's House         |